# Mark McLaughlin
Mark McLaughlin (Greenock, 2 december 1975) is een Schotse voetballer (verdediger) die sinds 2012 voor de Scottish First Division Greenock Morton FC uitkomt. Voordien speelde hij voor Clyde FC en Hamilton Academical.